# ألان مارتن (لاعب كرة قدم)
ألان مارتن (بالإنجليزية: Allan Martin)‏ هو لاعب كرة قدم ومدرب كرة قدم بريطاني (وحمل سابقاً جنسية المملكة المتحدة لبريطانيا العظمى وأيرلندا) كان يلعب في مركز الهجوم، ولد في 1873 في غلاسكو في المملكة المتحدة، وتوفي في 12 مايو 1906. لعب مع نادي سلتيك ونادي هيبرنيان.